# Барокко-поп
Баро́кко-поп (англ. baroque pop) или барокко-рок (англ. baroque rock) — подвид поп-рока, сочетающий классическую музыку, оркестровый поп, рок и музыку эпохи барокко. Проявляется это в использовании контрапункта, тональных гармоний, драматических или меланхолических настроений.
Барокко-поп появился в 1960-х, когда музыканты и продюсеры поп-музыки выдвигали клавесин на передний план аранжировок; к прочим типичным музыкальным инструментам жанра относятся струнные секции, валторна и гобой.
Барокко-поп вышел из мейнстрима в 1970-х, отчасти, потому что появились панк-рок, диско и хард-рок. Тем не менее музыку в данном роде продолжают издавать. Филадельфия-соул 1970-х и чеймбер-поп 1990-х являются близкими по духу направлениями, а последний из них конкурировал с лоу-фай-эстетикой своего времени.

## Характеристики
В классической музыке термин «барокко» используется для описания европейской академической музыки приблизительно между 1600 и 1750 гг., с её самыми выдающимися композиторами, как Бах или Вивальди. Большая часть музыкальных инструментов барокко-попа сродни позднему барокко или раннему классицизму.
Стилистически барокко-поп соединяет в себе элементы рока с классической музыкой, часто включая многослойные гармонии струнных и духовых инструментов, для достижения величественного оркестрового звучания. Его выдающейся чертой является использование контрапункта и тональных гармоний. Он может рассматриваться как более серьёзное и зрелое порождение рок-музыки. Журналист Боб Стэнли использовал термин «английское барокко» (англ. English baroque) для описания ряда исполнителей, существовавших в период между 1968 и 1973 годами. Музыка соответствующего сборника Tea & Symphony: The English Baroque Sound 1967—1974 (2007), по словам критика Стивена Томаса Эрлевайна, вдохновлена исполнителями, как Пол Маккартни, The Zombies и Гилберт О'Салливан.

## История

### Предпосылки (начало 1960-х)
Начиная с 1960-х музыканты и продюсеры поп-музыки, как Фил Спектор и Брайан Уилсон из The Beach Boys, выдвигали клавесин на передний план аранжировок. Клавесины были широко доступны в студиях звукозаписи, они использовались в популярной музыке и раньше, ещё с 1940-х, однако это не предавалось широкой огласке до 1960-х годов. Одним из первых поп-рок-хитов, содержавших звучание клавесина, был сингл «Summertime, Summertime» (1958) группы The Jamies. Позже были синглы «I Get Around» (1964) и «When I Grow Up (To Be a Man)» (1965) группы The Beach Boys, сингл «You’ve Lost That Lovin’ Feelin’» (1964) группы The Righteous Brothers и сингл «Monday, Monday» (1966) группы The Mamas & the Papas. Репортер Мэтью Гуеррири из The Boston Globe предположил, что клавесин мог быть востребованным из-за его броского, яркого тембра, подходящего под «крайне высокочастотный звуковой ландшафт поп-музыки». В 1960-х большинство записей было монофоническим, и AM-радио было доминирующей формой музыкального потребления.
Журналист Форрест Викмен из Slate отметил Брайана Уилсона и продюсера The Beatles Джорджа Мартина в числе «наиболее ответственных» за появление барокко-попа. Фил Спектор, как и Берт Бакарак, совмещали поп и классическую музыку, до того как к ним добавилась рок-музыка. Автор Эндрю Джексон писал о том, что «эпохе барокко-попа», в которой «рок объединялся с элементами классической музыки» предшествовали песня «Play with Fire» (1965) группы The Rolling Stones и альбом The Beach Boys Today! (1965, продюсер Брайан Уилсон) группы The Beach Boys. Автор Боб Гендрон утверждает, что, вместо того, чтобы предполагать, что The Beatles сами спровоцировали связь между их музыкой и элементами классической музыки, более вероятно то, что это стало результатом издания различного рода каверов в стиле классической и барочной музыки, как, например, альбом The Baroque Beatles Book (1965). The Beatles только выиграли от навыка Джорджа Мартина, который сыграл барочное соло на клавесине в песне «In My Life», вышедшей в альбоме Rubber Soul (1965). Однако на самом деле это было фортепиано, записанное на плёнку на половинной скорости. Автор Джо Харрингтон отметил, что после издания этой песни появилось множество записей в стиле «барокко-рока». Продюсер Томми ЛиПума считает, что «как только The Beatles продемонстрировали клавесинное звучание в песне „In My Life“, продюсеры поп-музыки начали стремиться к нему».

### Возникновение (середина-конец 1960-х)
Барокко-поп появился как в Соединённых Штатах, так и в Великобритании. К началу 1966 года различные группы начали использовать инструменты барочной и классической музыки, это движение автор Боб Гендрон обозначил термином «барокко-рок». Начало британского барокко-попа ознаменовал сингл «She’s Not There» (1964) группы The Zombies. Журналист Боб Стэнли объясняет, что этот сингл «звучит довольно драматично для 1964 года, когда доминировали вещи типа „You Really Got Me“ (The Kinks) и „Little Red Rooster“ (The Rolling Stones)». Он вдохновил музыканта Майкла Брауна к созданию группы The Left Banke, чей сингл «Walk Away Renée» (1966), Стэнли считает первым узнаваемым синглом барокко-попа. Репортер Мэтью Гуеррири пишет, что «Walk Away Renée» в Великобритании «открыл путь от рока к психоделии для многих групп: The Beatles, The Rolling Stones, The Zombies, The Kinks».
В качестве примеров «барокко-рока» Гендрон приводит «Walk Away Renée» (1966) группы The Left Banke, «Sunday Will Never Be the Same» (1967) группы Spanky and Our Gang, «Different Drum» (1967) группы Stone Poneys — во всех этих синглах применяются клавесин и струнные. Далее перечислены «Lady Jane» (1966, клавесин и цимбалы) группы The Rolling Stones, «Rain on the Roof» (1967, гитары звучащие как клавесин) группы The Lovin' Spoonful. Среди оркестровых аранжировок из альбома Pet Sounds (1966) группы The Beach Boys, песня «God Only Knows» признана изданием The Sydney Morning Herald «изысканным барокко-попом», в то время как журналист Джим Беккерман из The Record назвал эту песню «барокко-роком» с «ретро-инструментами и элегантными гармониями», как в «A Whiter Shade of Pale» (1967) группы Procol Harum и «Eleanor Rigby» (1966) группы The Beatles.
Стэнли полагает, что барокко-поп достиг своей кульминации в альбоме Sgt. Pepper's Lonely Hearts Club Band (1967) группы The Beatles, «в котором смешались повседневная лирика с мюзик-холлом и Эдвардианской эпохой, создавая лизергиново-подкреплённую камерную музыку». Год спустя «преобладающая тенденция будет более волосатой, более тяжелой, более многоречивой». «Английское барокко» выжило в течение следующих нескольких лет, во время того, как студии звукозаписи стремились извлечь выгоду из нарастающего движения авторов-исполнителей, предлагая щедрые струнные аранжировки неизвестным ранее исполнителям, как, например, Нику Дрейку.

### Рассеяние и возрождение (1970-е — настоящее время)
«Эксцентричность» барокко-попа, а также применение скрипок и классической гитары стали объектами пародий в конце психоделической эры. В 1990-х появился близкий «по духу» к барокко-попу чеймбер-поп, который характеризуется оркестровыми аранжировками, либо композициями в классическом стиле. Как правило, его возникновение связывают с инди, и противопоставляют распространённому в то время лоу-фай-подходу. Между 1990-ми и 2010-ми барокко-поп был возрождён такими группами, как The Divine Comedy.

## Представители
Среди представителей барокко-попа портал Allmusic выделяет Bee Gees, Burt Bacharach, Serge Gainsbourg, Lee Hazlewood, The Walker Brothers, Scott Walker, Van Dyke Parks, Hello People, Jane Birkin, Love, The Association и прочих.